# Hockeytown

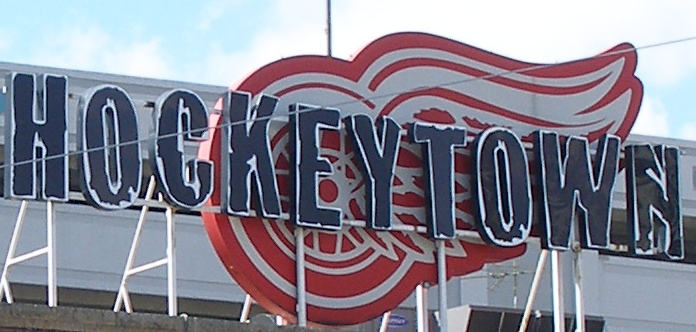
Das Hockeytown Logo auf dem Dach des Hockeytown Cafe in Detroit

Hockeytown ist ein generischer Begriff, der vor allem in den Vereinigten Staaten und Kanada für Städte mit einer ausgeprägten Tradition und berühmten Mannschaften im Eishockey verwendet wird. Als Hockeytown werden vor allem folgende Städte bezeichnet:
- Binghamton, New York
- Buffalo, New York
- Detroit, Michigan
- Philadelphia, Pennsylvania
- Saint Paul, Minnesota
- Sarpsborg, Norwegen
- Warroad, Minnesota

Warroad gilt als älteste Stadt mit dem Spitznamen „Hockeytown“, seit über 50 Jahren. „Hockeytown“ ist auch einer von mehreren Spitznamen der Stadt Detroit, wo die erfolgreiche Mannschaft der Detroit Red Wings aus der National Hockey League in der Joe Louis Arena spielen. Berühmtheit erlangte der Begriff auch im Zusammenhang mit dem Brawl in Hockeytown.
Auf internationaler Ebene hat sich der Begriff „Hockeytown“ in der norwegischen Stadt Sarpsborg etabliert, der Heimat der Sparta Warriors.
Farber’s Liste von 2007 fokussiert sich auf Philadelphia, Buffalo und Saint Paul, bevor letzteres als neues „Hockeytown“ der Vereinigten Staaten deklariert wird.
Binghamton wird seit Mitte der 1970er Jahre als „Hockeytown“ bezeichnet. Nach einem schwachen ersten Jahr gewannen die Broome Dusters stark an Popularität, die Arena war oft ausverkauft. Dank dem schnellen Erfolg des Teams wurde Binghamton bald von der führenden Eishockey-Fachzeitschrift The Hockey News als  „Hockeytown“ deklariert. Zwischen 2002 und 2017 war Binghamton die Heimat des American-Hockey-League-Teams  Binghamton Senators, die 2011 ihren ersten Calder Cup gewannen.